# 甲硫氨酸
甲硫氨酸（英語：Methionine, /mɪˈθaɪəniːn/），又稱蛋胺酸，可简写为“Met”或“M”，结构简式为：H₃C-S(CH₂)₂CH(NH₂)COOH，在所有後生動物中它是一種必需氨基酸。與半胱氨酸一起，甲硫氨酸是兩個含硫蛋白原氨基酸之一。對人而言是唯一的含硫必需氨基酸，由mRNA上担任起始密码子的AUG密碼子编码。甲硫氨酸最早由美国生物化学家约翰·霍华德·穆勒于1921年分离提纯。
甲硫氨酸與生物體內各種含硫化合物的代謝密切相關、是体内活性甲基和硫的主要来源。甲硫氨酸在血管新生过程中发挥重要作用，此外，甲硫氨酸也是一种解毒剂，能通过提供巯基够缓解铜中毒等重金属中毒。

## 化学结构
甲硫氨酸是一种α-氨基酸。换言之，甲硫氨酸的氨基与羧基都与α碳相连，其侧链是一个硫醚基团，因此分子极性较低，可归类为非极性氨基酸。与另一种含硫氨基酸半胱氨酸不同，甲硫氨酸亲核性不强，不过仍然可以与一部分亲电分子反应。
甲硫氨酸有L型及D型兩種，天然状态下的甲硫氨酸基本都是L型。

## 生物化学
甲硫氨酸由mRNA上的AUG密碼子编码，这个密码子位于开放读框第一位时，也是起始密码子。甲硫氨酸通常位于蛋白质内部，一般不参与酶活性中心的共价催化。
在人体内，甲硫氨酸对血管新生相当重要。对于重金属中毒患者，甲硫氨酸能够通过提供巯基缓解中毒症状。一些研究表明限制甲硫氨酸摄入能够提高动物寿命，但这种现象是否具有普适性依然存在争议。另外，甲硫氨酸可能会经由提供甲基基团影响DNA甲基化，进而对肿瘤生长产生影响。

### 合成与代谢

甲硫氨酸分解代谢

大部分细菌、真菌，以及植物都具有以天冬氨酸为底物合成甲硫氨酸的能力，但包括人类在内的动物无法自主合成甲硫氨酸，因此必须摄入甲硫氨酸才能维持生存。因此，对人类以及牲畜来说，甲硫氨酸是一种必需氨基酸。因动物饲料中通常会缺乏甲硫氨酸，一种弥补措施是添加甲硫氨酸进行补强。
代谢方面，生物体内的甲硫氨酸一般先由甲硫氨酸腺苷转移酶转化为甲基供体S-腺苷甲硫氨酸（SAM）。S-腺苷甲硫氨酸失去甲基之后，会转化为S-腺苷-L-高半胱氨酸（SAH）。S-腺苷-L-高半胱氨酸可经由水解作用生成高半胱氨酸，再经由转硫通路转化为半胱氨酸，或借助四氢叶酸提供的甲基重新转化为甲硫氨酸。

## 代谢性疾病
以下代谢性疾病会影响蛋氨酸的降解。
- 结合性丙二酸及甲基丙二酸血症 (CMAMMA)
- 高胱胺酸尿症
- 甲基丙二酸血症
- 丙酸血症

## 工业合成
工业上通常使用甲硫醇、丙烯醛和氰化氢合成甲硫氨酸。工业合成的甲硫氨酸产品中同时含有D-甲硫氨酸与L-甲硫氨酸。为了满足制药等行业的需求，可以使用酶将同时含有D-甲硫氨酸与L-甲硫氨酸的产品转化为纯L-甲硫氨酸。

## 參看
- 維生素U（英语：S-Methylmethionine）
- 尿囊素
- N-甲酰甲硫氨酸
- 对乙酰氨基酚中毒
- 光反應氨基酸類似物（英语：Photo-reactive amino acid analog）

## 外部連結
- Rudra, M. N.; Chowdhury, L. M. . Nature. 30 September 1950, 166 (568): 568. Bibcode:1950Natur.166..568R. doi:10.1038/166568a0.